# Loh- und Haderwald
Als Loh- und Haderwald werden die Waldgebiete südöstlich von Oelsnitz im Naturraum des Erzgebirgsbeckens bezeichnet. Diese waren früher ausgedehnter und reichten vom Höhlholz und der Struth im Norden bis zum Kirchenholz im Süden. Diese alten Waldnamen weisen auf sumpfige kleine Gebüsch- und Waldstücke hin.
Nach Nordwesten werden die Waldungen durch den Höhlbach begrenzt, der mit seinem Wasser viele Teiche – ursprünglich über 30 – speiste. Auf alten Karten finden wir ihre Namen: die Loh-, Schenken- und Hofeteiche sowie den nach einer schönburgischen Prinzessin benannten Sidonienteich. Einige mit Wasser gefüllte Vertiefungen rühren auch von dem früher für die Ziegelherstellung betriebenen Lehmbau her. Im Südwesten endet der Lohwald am Oberwürschnitzer Sandberg. Der Haderwald hat seinen Namen von dem Ort Hadern, der im Hussitenkrieg im 15. Jahrhundert zerstört wurde.
Loh- und Haderwald sind Bestandteil der Kleinlandschaft Lugauer Gebirgsrand, die als nur 1–2 km breiter, aber mehr als 11 km langer und bemerkenswert flachwelliger Streifen Landes den Südrand des Erzgebirgsbeckens zwischen den Steegenwiesen und Niederzschocken bildet. Im östlichen Teil verdecken weithin dichte stauvernässte Staublehmauflagen, mehrfach Ansatzpunkte für Ziegeleien, das Rotliegende. Jenseits der Mulde-Chemnitz-Wasserscheide mit dem Sahrberg (487,8 m ü. NN) fällt der Lugauer Gebirgsrand über die breite Quellmulde des Thierfelder Baches zur sanften Wiesenmulde östlich von Niederzschocken ab.
Trotz der Reliefgunst zeigt der Lugauer Gebirgsrand kaum alte Siedlungsansätze. Die nassen und kalten Böden waren von starken Grünlandanteilen, Restwäldern und einem hohen Teichbesatz gekennzeichnet. Im vorigen Jahrhundert noch hatte Schumann über dieses Gebiet Folgendes geschrieben:
„Hier breitet sich zwischen Oelsnitz, Oberlugau und Würschnitz eine hochliegende, fast ebene Gegend aus, welche nur gegen Nordost abhängt; saures Grasland, eine Menge von Teichen, die aber zur Benutzung wenig passen, und unordentliche Waldungen bedecken dieselbe und machen sie zu einer der melancholischsten und unangenehmsten des Erzgebirges…“.
Erst mit dem Steinkohlenbergbau griff die Besiedelung auf diesen Raum über. In den letzten Jahren wurde nach umfangreichen Meliorationsarbeiten das Grünland und auch der Teichbestand reduziert und somit das Landschaftsbild weiter verändert.
Loh- und Haderwald sind überwiegend reine Nadelholzforsten, die nur durch von selbst angesamten Laubhölzer etwas Abwechslung erfahren. Während den Haderwald die Fichte bestimmt, ist der Lohwald auch von Kiefern und Lärchen durchsetzt. Hier finden wir nahe dem trockenen und von Gärten und Wohngrundstücken eingenommenen Sandberg, dessen Westrand einen Birken-Kiefern-Bestand aufweist, auch 2 größere Forstbaumschulen.
Gleich nach der Entdeckung der Steinkohle wurden im Lohwald einige Bergbauversuche unternommen, die jedoch erfolglos blieben. Die beiden kleinen Viehwegerschächte erreichten 1844/46 nur Tiefen von 11 bzw. 36 m. 1924 ließ das Steinkohlenwerk Gottes Segen am Lohwald einen sogenannten Luftschacht zur besseren Bewetterung der entfernt liegenden Grubenbaue teufen, den Heinrich-Schacht, der nach 1945 einem Arbeiterfunktionär zu Ehren Hermann-Bläsche-Schacht genannt wurde. Im Haderwald liegt der Vereinsglückschacht, der jedoch schon seit Jahrzehnten ausschließlich für die Wasserversorgung benutzt wurde. Heute trägt der Haderwald im Gebiet des Waldbades Neuwürschnitz Naherholungscharakter.
An der Südgrenze der Oelsnitzer Stadtflur schließt sich an den Haderwald der Kirchenwald an. Schon 1591 wird er Heiliges Holz genannt und ist seitdem im Besitz der Oelsnitzer Kirchgemeinde. Zwischen Loh- und Haderwald entstand nach dem Ersten Weltkrieg die zur Stadt Oelsnitz gehörende Werkssiedlung des Deutschlandschachtes, Waldesruh (spöttisch auch Negerdorf), die nach 1950 durch Häuser der Arbeiterwohnungsbaugenossenschaft erweitert wurde. In der Nähe des ehemaligen Gasthauses Waldesruh an der Pflockenstraße verursachten Bergsenkungen eine neue Abflussrichtung des Höhlbaches. Unweit davon wurden nach der Bodenreform an der Pflockenstraße einige Neubauerngehöfte (⇒ Neubauern) errichtet.
Neben der einzigen ausgebauten Straße, der Neuwieser Straße, führen von Oelsnitz aus mehrere Wege zum Höhenrücken mit der Pflockenstraße. Einer davon ist der Hartensteiner Frönerweg, der an feudale Ausbeutung erinnert. Er beginnt an dem Haltepunkt Mitteloelsnitz, begrenzt das Haldengelände des Albert-Funk-Schachtes, steigt zur Höhe des Lautberges und erreicht auf dem Dürren Leethenberg am Kreuzhübel den alten Straßenzug der Pflockenstraße.